# Praça Dom Sebastião

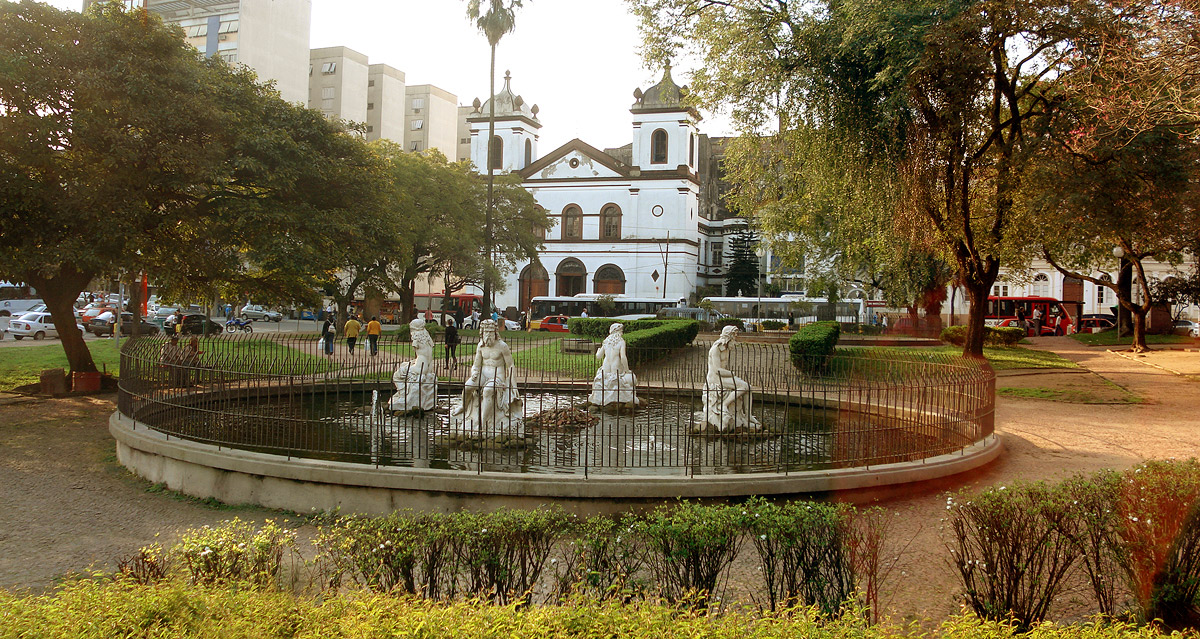
Vista da praça em 2007, com a Igreja da Conceição ao fundo

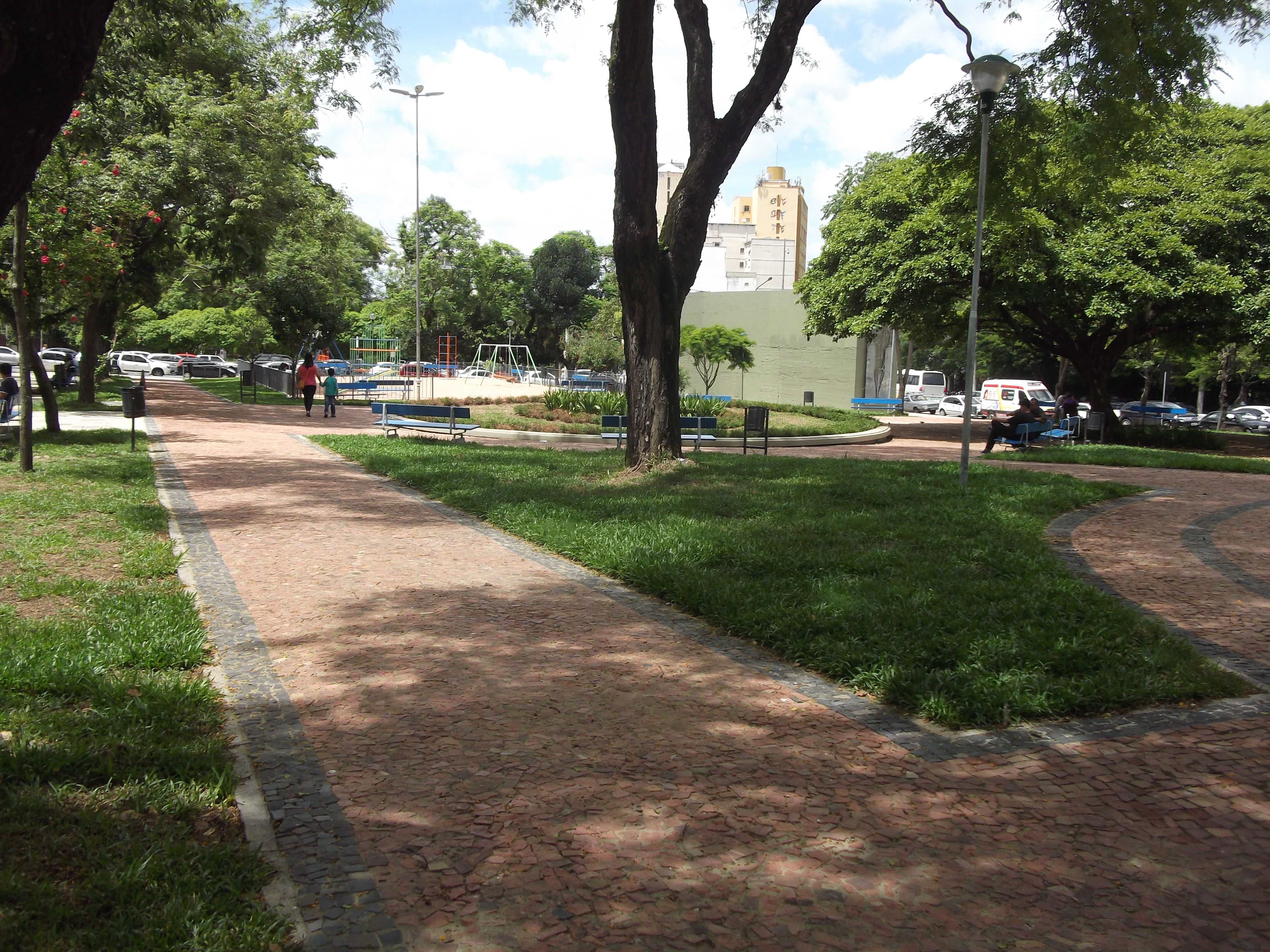
Vista da praça em 2014

A Praça Dom Sebastião é uma praça da cidade brasileira de Porto Alegre, capital do estado do Rio Grande do Sul. Seus limites são: ao norte, a Avenida Independência; a leste, a Travessa Dom Sebastião; ao sul, a Rua Irmão José Otão; e, a oeste, a Rua Sarmento Leite. Foi assim denominada em homenagem ao bispo diocesano Dom Sebastião Dias Laranjeira.
A primeira referência ao local se encontra em um requerimento da Irmandade de Nossa Senhora da Conceição, de 1847, pedindo que fosse fixado o alinhamento da sua futura igreja e, ao mesmo tempo, solicitava que fosse demarcada a praça que dizia já existir entre as ruas do Barbosa (atual Rua Barros Cassal) e da Brigadeira (atual Rua da Conceição).
Em 25 de setembro de 1848, os vereadores autorizaram a permuta de terrenos entre a prefeitura e a Santa Casa, cedendo esta uma parte da área referida, e sendo desapropriada outra parte do tenente-coronel Antônio Joaquim da Silva Mariante e de Manoel Joaquim da Silva.
Com a construção da Igreja da Conceição a partir de 1851, o logradouro passou a ser conhecido como Praça da Conceição, nome reconhecido oficialmente em 20 de outubro de 1857. Em 1863, Antônio Mariante ofereceu-se para arborizá-la, plantando paineiras e, em 28 de outubro de 1884, teve seu nome alterado para o seu nome atual.
Em 1889 a praça foi nivelada e ajardinada e, em 1904, recebeu o gradeamento que pertenceu às praças Marechal Deodoro e XV de Novembro. Em 1920, as velhas paineiras, que já haviam crescido desmesuradamente, foram abatidas. Em 1925 foram removidos os gradis e, em 1935, a praça foi totalmente remodelada, sendo ajardinada em um padrão geométrico, e recebendo uma fonte luminosa e cascatas artificiais.
Ali se instalaram as quatro estátuas de mármore de Carrara remanescentes das cinco que, entre 1866 e 1907, adornaram o Chafariz do Imperador no centro da Praça da Matriz. Personificavam os grandes rios da bacia do Guaíba: Cahy, Gravatahy, Sinos e Jacuhy, conforme a grafia antiga na sua base. Tal chafariz foi o primeiro monumento comemorativo a ser instalado ao ar livre no estado, montado com esta configuração comemorativa por ideia do arquiteto José Obino.
Na esquina das ruas Sarmento Leite e Irmão José Otão foi concluído em 1972 o respiradouro do Túnel da Conceição, um grande bloco de concreto, no qual foram colocados três painéis de ferro recortado, de autoria do escultor Francisco Stockinger, com temática regionalista. Na década de 1990, as cascatas foram desmontadas e aterradas, e as estátuas foram reinstaladas em um novo chafariz luminoso criado no centro da praça. Todas estátuas do grupo foram depredadas repetidas vezes, e em 2014 foram removidas da praça e instaladas na Hidráulica Moinhos de Vento.
Em seu entorno se encontram alguns importantes prédios históricos da capital gaúcha, além da Igreja da Conceição, como a Beneficência Portuguesa e o Colégio Rosário. Também nela funciona, junto ao Colégio Rosário, uma banca de cachorros-quentes conhecida como Cachorro-quente do Rosário, que se tornou famosa na cidade.
Em 2006 a praça foi adotada pelo Colégio Rosário, que assim garante sua manutenção e limpeza.